# Sonya Cassidy
Sonya Cassidy (Bristol, 5 marzo 1987) è un'attrice inglese.

## Carriera
È nota per essere stata tra le protagoniste della serie televisiva The Paradise, Olympus e Lodge 49. 
Nel 2022 ha interpretato il ruolo di Eadgifu in The Last Kingdom e nel medesimo anno è nel cast de L'uomo che cadde sulla terra. Dal 2025 è nel cast principale della terza stagione di Reacher.

## Filmografia

### Cinema
- Il quinto potere (The Fifth Estate), regia di Bill Condon (2013)
- Survivor, regia di James McTeigue (2015)

### Televisione
- I Tudors (The Tudors) - serie TV, episodio 3x06 (2009)
- Vera - serie TV, 8 episodi (2012-2014)
- The Paradise - serie TV, 12 episodi (2012-2013)
- Il giovane ispettore Morse (Endeavour) - serie TV, episodio 1x04 (2013)
- The Great Fire - serie TV, 3 episodi (2014)
- Olympus - serie TV, 13 episodi (2015)
- Humans - serie TV, 8 episodi (2016)
- Lodge 49 - serie TV, 20 episodi (2018-2019)
- The Woman in White - miniserie televisiva, 4 episodi (2018)
- The Last Kingdom - serie TV, 8 episodi (2022)
- L'uomo che cadde sulla terra (The Man Who Fell to Earth) - miniserie televisiva, 8 episodi (2022)
- Reacher - serie TV, 8 episodi (2025)

## Doppiatori italiani
Nelle versioni in italiano delle opere in cui ha recitato, Sonya Cassidy è stata doppiata da:
- Francesca Manicone in The Paradise, Lodge 49
- Gemma Donati in Humans, Reacher
- Francesca Rinaldi in The Last Kingdom
- Sara Ferranti ne L'uomo che cadde sulla terra